# NHK北多久テレビ中継放送所
NHK北多久テレビ中継放送所（エヌエイチケイきたたくテレビちゅうけいほうそうしょ）は、佐賀県多久市に置かれていたNHK佐賀放送局のテレビ中継局。

## 概要
- 当テレビ中継放送所は、多久市北多久町小侍の東原南東の山に置かれ、同市内の一部へ電波を発射していた。

## 送信施設

### デジタルテレビ
| 放送局名 | 物理チャンネル | リモコンキーID | 呼出名称 | 空中線電力 | ERP | 放送対象地域 | 放送区域内世帯数 |
| -------- | -------------- | -------------- | -------- | ---------- | --- | ------------ | ---------------- |
| 非該当   |                |                |          |            |     |              |                  |

- なお、デジタル放送は、多久局などを受信。

### アナログテレビ
| 放送局名          | チャンネル | 空中線電力        | ERP                 | 放送対象地域 | 放送区域内世帯数 | 備考                  |
| NHK佐賀教育テレビ | 35ch       | 映像1W /音声250mW | 映像2W /音声500mW   | 全国放送     | 約-世帯          | 2011年7月24日に廃局。 |
| NHK佐賀総合テレビ | 50ch       | 映像1W /音声250mW | 映像2.1W /音声520mW | 佐賀県       | 約-世帯          | 2011年7月24日に廃局。 |

- なお、サガテレビは、多久局などを受信。
- 1973年（昭和48年）6月22日　開局